# Lattarula
 'Lattarula' es un cultivar de higuera de tipo higo común Ficus carica bífera, de higos de piel color verde hierba. En América del Norte son capaces de ser cultivadas en USDA Hardiness Zones 7 a más cálida.

## Sinonimia
- „Italian Honey“,[4][5]
- „Blanche Royale“,
- „Lemon“,
- „Marseilles“,
- „Blanches“,
- „White Marseilles“,

## Historia
Descrito por Guglielmi (1908) como una variedad italiana, muy cultivada en "San Vito d'Otranto", tanto para fruta fresca como para secado; brevemente descrito por Ferrari (1912). El nombre se refiere a la abundancia de látex o "leche" en varias partes de la planta. Higos medio, achatado; piel gruesa; color amarillo claro; pulpa roja, muy dulce; semillas numerosas.
Esta higuera fue cultivada en California por el obtentor Ira J. Condit en la década de 1960, procedente de Italia.
Higos muy dulces de buen sabor. Buenos para su cultivo en la costa oeste. Este higo es el más confiable para la temporada corta, en las áreas frescas de verano en el Noroeste de los Estados Unidos (Oregón y el estado de Washington). El higo 'Lattarula' produce una abundancia de fruta dos veces al año. Una gran selección para cultivarlo también en contenedores.

## Características
Las higueras 'Lattarula' se pueden cultivar en USDA Hardiness Zones 7 a más cálida, también es posible cultivarlo y que de frutos en contenedores para patios, lo que le hace ideal para cultivar en zonas muy frías. La resistencia al frío es bastante fuerte. No se ha observado ningún daño relacionado con el frío después de más de dos semanas a -15 °C por la noche y -10 °C durante el día. Los brotes de fruta soportan los rigores del invierno, así como los cambios repentinos en las temperaturas de primavera
'Lattarula' es un higo de miel de un color de piel verde hierba inusual con una cosecha de brevas temprano. La piel a veces está teñida de amarillo. La pulpa tiene un color inusual de color claro o ámbar en lugar del oro típico de los higos de miel de pulpa de oro de piel amarilla.
Fruta globosa redonda, con piel verde hierba que puede coger algún tinte amarillo cuando está madura. Rico sabor dulce. Carne de color ámbar pálido. Esta variedad es autofértil y no necesita otras higueras para ser polinizada. El higo tiene un ostiolo pequeño que evita el deterioro durante condiciones climáticas adversas.
Condit no lo identifica como una variedad distinta y lo considera un sinónimo de 'Blanche', pero sus hojas son bastante diferentes. Bueno tanto para climas fríos y cálidos. Abundante cosecha de brevas y de higos.

## Cultivo
'Lattarula' se cultiva sobre todo en el San Joaquin Valley de California con aprovechamiento como higo seco.
Estos higos se pueden cultivar y crecen bien en el largo pasillo que ocupa el oeste de Oregón, donde el clima ofrece inviernos no muy fríos y veranos lo suficientemente calurosos, aunque no todas las variedades de higos prosperan. Las más cultivadas ‘White Kadota’, ‘Desert King‘ y ‘Lattarula‘, recomendadas para fresco. Todas tienen la piel de color verde amarillento y pulpa de color ámbar. Son resistentes al frío, maduran muy bien y pueden producir dos cosechas.